# La Princesse de Mantoue
La Princesse de Mantoue est un roman de Marie Ferranti paru le 31 juillet 2002 aux éditions Gallimard et ayant reçu le Grand prix du roman de l'Académie française la même année. Il évoque la réalisation de La Chambre des Époux de Mantoue par Andrea Mantegna et la vie de Barbara de Brandebourg.

## Éditions
- La Princesse de Mantoue, éditions Gallimard, 2002  (ISBN 2070766756).